# Словацька національна бібліотека
Словацька національна бібліотека (Slovenská národná knižnica) є головною науковою бібліотекою Словаччини.
Національна бібліотека Словаччини має недовгу історію: офіційно була заснована тільки в 1941 році спершу як частина Національного словацького інституту культури “Матиця словацька”, з 2000 року діє як самостійна інституція. Осідок бібліотеки – місто Мартін. На 2010 рік бібліотека нараховує 4,7 млн одиниць зберігання. Бібліотека є членом міжнародного консорціуму УДК.

## Історія
Ідея заснування бібліотеки з’явилася ще за часів цісаря Франца-Йосифа. Жовтневий диплом обіцяв усім народам Австро-Угорської монархії рівні права. Проте угорці змогли запобігти надання широких прав словакам, тож у 1863 році імператор затвердив лише створення трьох словацьких гімназій та Матиці словацької. З самого початку існування Матиця розвивала і власну книгозбірню. Основою майбітньої словацької національної бібліотеки стали приватні бібліотеки державного діяча Мартина Гамуляка (Martin Hamuliak, 1789-1859) та теолога Міхаля Решетки (Michal Rešetka). Гамуляк подарував свою бібліотеку гімназії в Банській Бистриці (1046 назв). Бібліотека Решетки, який, як і Гамуляк, помер до заснування Матиці, потрапила до її книгозбірні через єпископа Нітри. Першим місцем збереження бібліотеки був єпископський дім Штефана Мойзеса (Štefan Moyzes, 1797-1869), який став першим головою Матиці словацької. Бібліотека розвивалася переважно за рахунок подарованих книг від приватних осіб та славістичних інституцій.
1875 року діяльність Матиці за рішенням угорського уряду було різко обмежено, зрештою її зовсім закрили, мотивувавши тим, що Матиця є “антипатріотичною установою”. Аби уникнути конфіскації бібліотеки, члени товариства переписали її на себе. У 1896 році бібліотеку було передано «Словацькому музейному товариствові» (Muzeálna slovenská spoločnosť), яке також знаходилось в місті Мартін. У 1910 році бібліотека вже мала 60 000 томів. Завдяки переїздові 1927 року в більше приміщення прискорилося зростання бібліотеки.
У 1941 році було офіційно засновано Національну бібліотеку Словаччини в ранзі товариства. Бібліотека мала незалежний від Матиці словацької статус. Як і кожна національна бібліотека, вона одержала право на примірник кожної публікації, що виходить в Словаччині, але не мала свого приміщення. Невдовзі бібліотека переїхала в приміщення Університету Коменіуса в Братиславі.
У повоєнний час, щоб уникнути закриття, яке планувалося комуністичним урядом, Матиця словацька об’єдналася з Національною бібліотекою. З 1954 року Матиця разом з бібліотекою стала державною інституцією. Після ліквідації численних монастирів, їхні бібліотеки було передано до Матиці, так само, як і численні бібліотеки шляхти.
У середині 1970-х років бібліотека переїхала в нове приміщення й провела майже повну каталогізацію своїх фондів. У 1993 році за законом про реституцію багато конфіскованих книжок було повернуто їхнім власникам.
З 2000 року бібліотека є самостійною державною інституцією.

## Адреса бібліотека
Бібліотека розташована за адресою: 
Slovenská národná knižnica
Nám. J. C. Hronského 1
036 01 Martin